# Instagram
Instagram（インスタグラム、略: インスタ）は、Metaが開発・提供する写真・動画共有ソーシャル・ネットワーキング・サービス（SNS）である。

## 概要
このサービスでは、ユーザーはフィルターで編集可能なメディアをアップロードし、ハッシュタグやジオタギングで整理することができる。投稿は公開したり、事前に承認されたフォロワーと共有したり、「親しい友達」という事前にフォロワーから選択したユーザーのみと共有したりすることができる。ユーザーは、タグや場所別に他のユーザーのコンテンツを閲覧したり、トレンドコンテンツを閲覧することができる。ユーザーは写真に「いいね！」をしたり、他のユーザーをフォローして自分のコンテンツをフィードに追加したりすることができる。投稿という日々の写真をアップする機能や、それに加えてアンケートやクイズも追加可能なストーリーという機能がある。他にもノートという簡単につぶやくような機能を持っている。若者に広く使われている代表的なSNSであるMeta（旧：Facebook, Inc）が買収後は同社が運営していることで、Facebookとの連携機能に強みがあり、利用者データの共有やFacebookと同じターゲット広告の仕組みを持つ。
Facebookとは大きく異なっている部分もあり、Facebookでは一般に個人ユーザーの場合は実名での登録が原則であるが、Instagramでは、2023年開設のThreadsや他のSNSと同様にニックネームなどでの登録も可能となっている。
コダックのインスタマチックおよびポラロイドのインスタントカメラに敬意を払い、Instagramの投稿画像は正方形が基本であった。2015年8月27日に長方形の画像も投稿できるように仕様が変更され、2025年1月には3:4の縦長表示が基本に変更となった。

## 沿革

### 略史
サンフランシスコのケビン・シストロムとマイク・クリーガーが、ベースライン・ヴェンチャーズとアンドリーセン・ホロウィッツの2社から財政的支援を受けて、Instagramのグループが始動した。Burbn という名の当初のプロジェクトには数々の機能があった。クリーガーが参加したあとで、チームはモバイル向けの機能に焦点を絞りそこで残ったものがInstagramである。
2010年10月6日 AppleのApp Storeに登場したInstagramは同年12月までに100万人の登録ユーザを獲得。登録ユーザ数は翌2011年6月までに500万人を突破し、同年9月までには1000万人に達した。
2010年10月 Instagramが発表された直後に、コミュニティ・マネジャーとしてジョシュ・ライデルが加わった。同年11月には技術者としてシェイン・スウィーニーが、翌2011年8月にはコミュニティ・エヴァンジェリストとしてジェシカ・ゾールマンがそれぞれ加わった。
2011年1月 ハッシュタグが導入され、写真探しが容易になった。同年9月、バージョン2.0がApp Storeに登場した。このアップデートでは、ライブ・フィルター、インスタント・ティルト・シフト、4つの新フィルター、高解像度画像、オプションのボーダー、ワン・クリック・ローテーションが加わり、アイコンが新しくなった。
2011年7月 Instagramは、同サービスに1億点の画像がアップロードされたことを発表、同年8月には総数1億5000万点に達した。
2012年4月 Android 2.2以降とカメラを搭載したデバイスに対応した。
2012年4月9日 Facebook, Inc（現：Meta）がInstagramの買収を発表。買収総額は約10億ドルで、InstagramがFacebookのエンジニアリングチームとインフラを活用して、成長し続けるよう支援するとした。
2016年6月22日 全世界のユーザー数が5億人を超えた。
2016年10月13日 Microsoft Windows 10に対応した。
2016年8月2日 Instagramストーリーが導入され、日常のあらゆる瞬間をシェアすることができるようになった。シェアした写真および動画はストーリーとしてスライドショー形式で表示される。
2016年11月21日 Instagramストーリーにライブ動画機能を追加。当初はライブ配信時間は1時間までだったが、2020年10月27日に4時間へと延長された。
2017年9月 Instagramストーリーをウェブ版でも公開すると発表。また、数か月以内にウェブからのストーリーの投稿も可能になると発表された。同月、不正アクセスによりユーザの非公開個人情報が盗まれている可能性があることを発表した。ハッカー集団の主張によれば、取得したのは約600万人分。
2017年12月12日 ハッシュタグのフォロー機能を追加。フォローしたハッシュタグがつけられた通常投稿、ストーリー投稿を閲覧することができるようになった。
2018年6月20日 Instagramに1時間までの動画を投稿・視聴できるアプリ、IGTVをAppStoreとGoogle Playに公開した。
2018年9月24日 シストロムとクリーガーがInstagram社を退社すると発表した。
2018年10月1日 シストロムとクリーガーの退任に伴い、同年5月からInstagramの製品担当副社長を務めていたアダム・モッセーリがInstagram責任者に就任した。
2021年10月21日 デスクトップ用のウェブブラウザからアップロードできるようになった。
2021年11月28日 Facebook, Incが社名をメタ・プラットフォームズに変更したことにより、メタ・プラットフォームズ傘下となった。また、同年度のアクティブユーザー数が12億人を突破した。
2022年2月28日 Metaは3月にIGTVのサービスを終了すると発表し、同サービスは3月中に終了した。
2023年6月15日 クリエイターとファンと直接リアルタイムで1対多の交流が可能となる一斉配信チャンネル機能を開始した。
2023年7月6日 Instagramをベースとした会話アプリのThreadsを公開した。

### 日本における普及
2014年2月に日本語アカウントが開設され、日本の月間アクティブユーザー数は2015年6月には810万人、2016年3月に1200万人、同年12月に1600万人、2017年10月に2000万人に達している。2019年末時点では3000万人を超えた。
電通メディアイノベーションラボ主任研究員の天野彬は、InstagramをはじめとするSNSが、買い物や店舗選択のための検索行動の場に変化していることを踏まえ、若者を中心として、情報との出会いはググるからタグる（ハッシュタグ検索＋情報を手繰るの造語）へシフトしていると分析した。

### インスタ映え
Instagramに投稿する写真として適した見栄えのよさを意味する、写真写りがいい、写真向きであるという意味で、「インスタ映え」という言葉が2017年のユーキャン新語・流行語大賞にて年間大賞に選定された。なお、この年間大賞はファッション雑誌『CanCam』の読者モデル3人が受賞している。また、ネガティブな呼称として「インスタ蝿」という蔑称も生まれた（後述）。

#### フォトジェニック
インスタ映えは日本以外の国ではフォトジェニック（英: photogenic）と呼ばれ、流行した。日本では上記の「インスタ映え」のほうが一般的だが、創作作品内で「インスタ映え」の意味を表現する際、商品名であるInstagramの名称を避けて、「フォトジェニック」や「SNS映え」「写真映え」などの名称を使う。

### インスタグラマー
Instagramにおいて、多くのフォロワーを持ち強い影響力を持つ人たち（インフルエンサー）は、インスタグラマー（英:Instagrammer）と呼ばれ、大きな宣伝・広告効果を持つようになった。

## 財政
2010年3月5日、シストロムはベースライン・ヴェンチャーズとアンドリーセン・ホロウィッツの2社からの元手資本としての財政支援、50万ドルの資金調達を終えた。当時シストロムはHTML5チェックインアプリの Burbn に取り組んでいた。
2011年2月2日、シリーズAラウンドにて、供給を受ける資金を700万ドルに引き上げたと発表した。参加した投資家は、ベンチャーキャピタル、ジャック・ドーシー（Twitter共同創業者）、クリス・サッカ（ロウワーケース・キャピタルを通じての投資）、アダム・ディアンジェロ（クオーラ共同創業者）らである。
2012年4月、FacebookがInstagramを10億ドルで買収することが発表された。買収後も独立して運営され、TwitterなどFacebookと競合するサービスとの連携も、これまで通り継続するとしている。

## フィルター機能

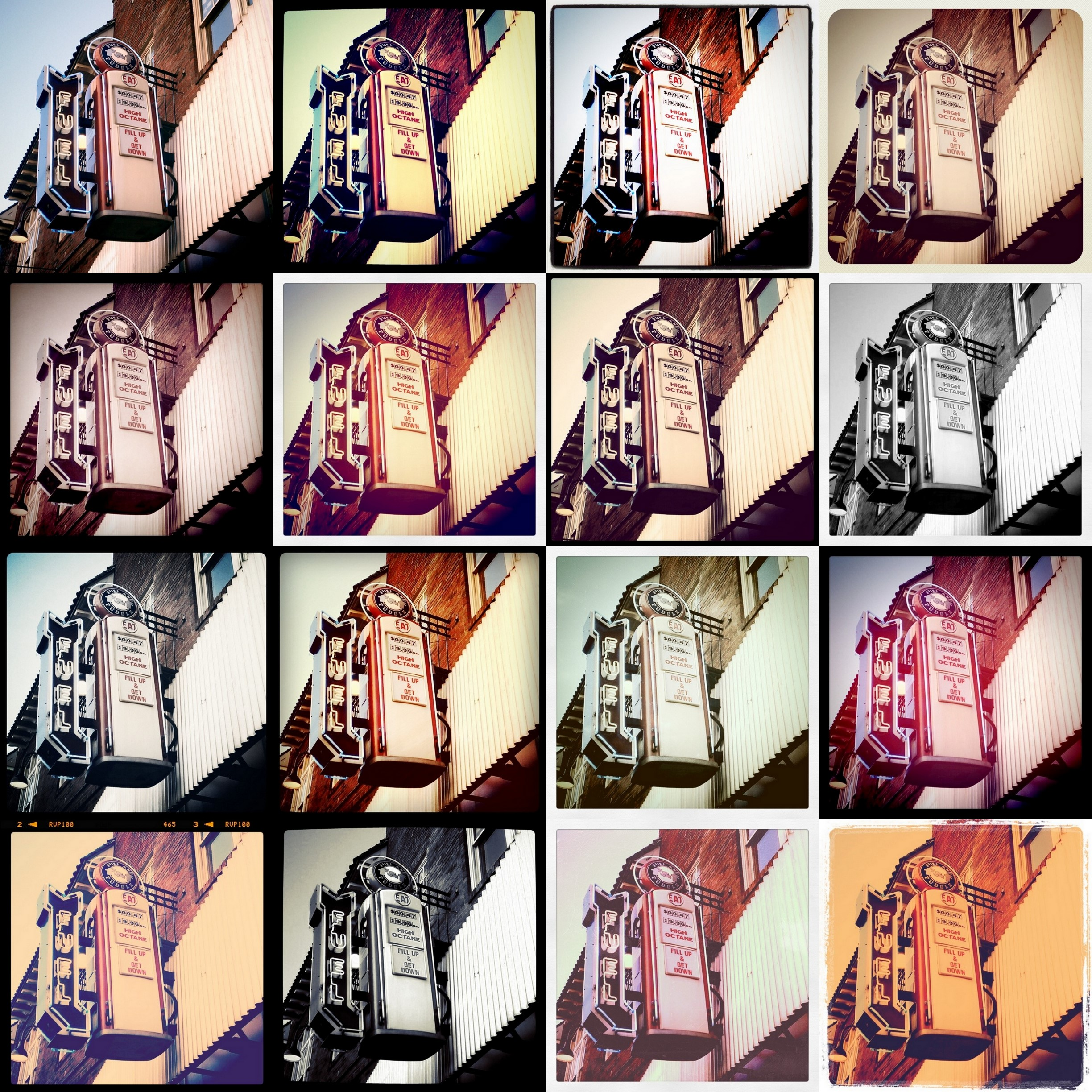
15種類当時のフィルター（Instagram 初期）。

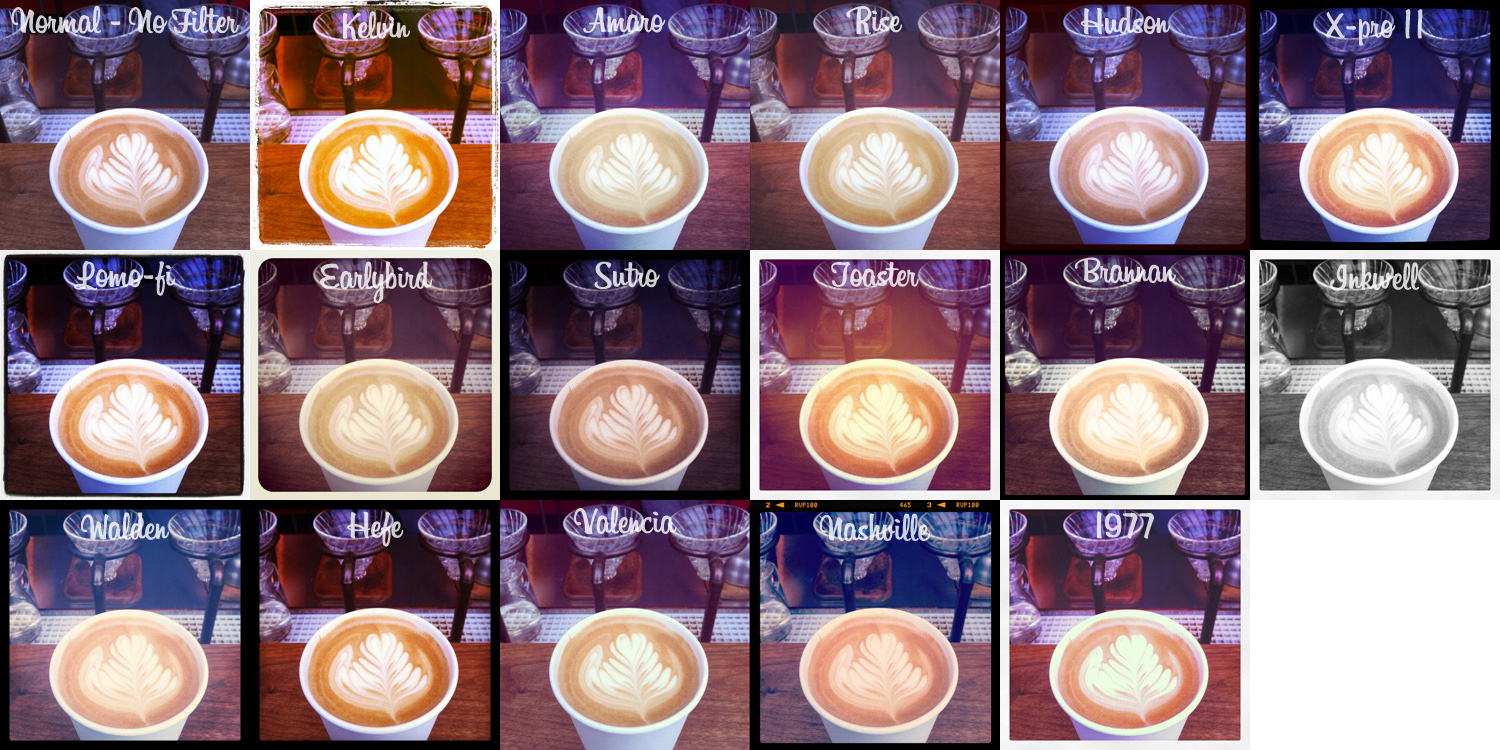
16種類当時のフィルター（Instagram 2.0）。

2011年9月の「Instagram 2.0」アップデート時に導入されたフィルターを含めた全16種類である。

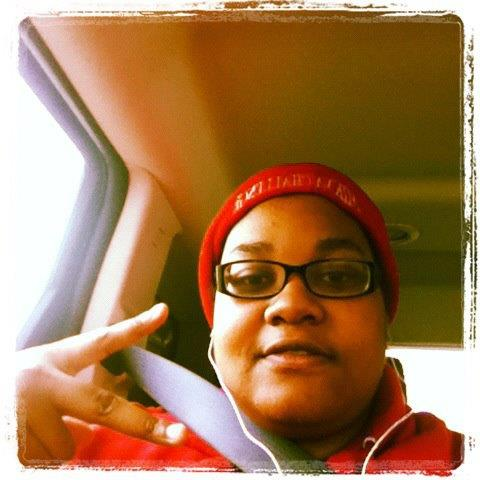
「ケルヴィン」フィルターを使用した画像

更新前のリストは全15種類「X-Pro II」「ロモファイ」「アーリーバード」「アポロ」「ポップロケット」「インクウェル」「ゴッサム」「1977」「ナッシュヴィル」「ロード・ケルヴィン」「リリー」「スートロ」「トースター」「ウォーデン」「ヘフェ」であったが、「アポロ」「ポップロケット」「ゴッサム」「リリー」が廃止されたが名称を変えた。廃止された「ゴッサム」は、継続した「インクウェル」と同じく白黒写真風効果で、くっきりしたトーンだった。
2012年2月10日の「Instagram 2.1」アップデート時に「ロモファイ」が「ローファイ」に名称変更し、「シエラ」が追加され、フィルターは17種類になった。同年3月1日の「Instagram 2.2」アップデート時に縁取りの有無を選択できるようになった。
- ノーマル・ノーフィルター
- アマロ
- ライズ
- ハドソン
- X-Pro II - クロス現像風効果。
- シエラ - 山脈を意味するスペイン語、「S」のNATOフォネティックコード。
- ローファイ - 「ロモファイ」から名称変更（ver.2.1以降）、ロモLC-A風効果。
- アーリーバード
- スートロ - サンフランシスコのスートロ山（英語版）に由来。
- トースター
- ブランナン
- インクウェル - 白黒写真風効果。
- ウォールデン - ソロー『森の生活』の原題。
- ヘフェ - ドイツ語で"酵母"の意。白ビールのような濁った効果。
- ヴァレンシア
- ナッシュヴィル - インスタントカメラ風効果。
- 1977 - Apple Computer設立年。
- ケルヴィン - 旧称ロード・ケルヴィン、熱力学第二法則発見者ケルヴィン卿に由来。

## 論争

### 利用規約の変更
2012年の12月に、利用規約に以下の文言を追加した。
| 「 | To help us deliver interesting paid or sponsored content or promotions, you agree that a business or other entity may pay us to display your username, likeness, photos (along with any associated metadata), and/or actions you take, in connection with paid or sponsored content or promotions, without any compensation to you. | 」 |

この文言は「ユーザーの写真が企業の広告の素材に勝手に使われる」と解釈され、厳しい批判が広がった。2013年1月16日より以前には、ユーザーがInstagramに対し個人情報の第三者提供を停止させる（オプトアウト）には、アカウントを削除する以外に方法はなく、利用規約変更を受け、アカウントを削除する人も出た。
CEOのケヴィン・シストロムは、「ユーザーの写真を売ることを意図していない」とブログで発言した。追加した利用規約は「Instagramにふさわしいと感じられる革新的な広告の実験をしたい」とユーザーに伝えるためのものだったが、規約の文章は誤解を招いたとして削除を発表した。
この利用規約の変更とユーザーの反発を受け、競合する他社の写真共有サービスがプライバシーへの配慮を宣伝してアピールする動きがあり、大幅にユーザーの増加した他社サービスもあった。
2012年12月20日に、Instagramは利用規約の広告に関するセクションを2010年の版に戻すと告知した。
ザ・ヴァージは、元の利用規約には、Instagramはいつでもほとんどどのような用途でもユーザーの写真を広告で使う権利があることを意味する "place such advertising and promotions on the Instagram Services or on, about, or in conjunction with your Content" という文言があると述べている。利用規約の更新では仲裁条項も追加されている。

### タイムラインのアルゴリズム
2016年4月に、ユーザーのタイムラインに表示される写真の順番が、時系列からアルゴリズムによるものに変更された。Instagramはユーザーが好む写真を優先して表示するように設計したとしているが、否定的なフィードバックが多かった。会社は戸惑うユーザーに変更の展望についてツイートしたが、アプリのバックダウンは行わず、元に戻す方法も提供しなかった。

### 化石燃料の広告掲載
国際連合事務総長のアントニオ・グテーレスは、激化する地球温暖化を受けて、Instagramをはじめとするビッグ・テックに化石燃料業界の広告掲載（グリーンウォッシングへの協力）をやめるよう警告している。

### 違法薬物の取り引き
Instagramではユーザーが販売している違法薬物の写真を公開しており、批判を受けている。2013年に英国放送協会は、違法薬物の写真を投稿して特定のハッシュタグをつけ WhatsAppなどのインスタントメッセージのアプリを利用することで、薬物の売買が行われていることを発見した。Instagramは取引に使われたハッシュタグをブロックし、BBCに雇われているスポークスパーソンは、Instagramは単に写真やビデオを共有するもので売買の場ではなく、許可されるものとされないものに明確なルールがある。違法なコンテンツ・不適切なコンテンツを見つけたら通報してほしいとコメントした。しかし、その後も新たな違法薬物の取引事件が発生している。

### 検閲の申し立て
2013年10月に、 Instagramはカナダの写真家 Petra Collinsのアカウントを削除した。彼女はアンダーヘアーがはみ出た下着の下半身のセルフィーを投稿した。写真家のQ.サカマキは、Petra Collinsは写真界で新しく出てきたスタイルまたはムーヴメントである「ピンク・カルチャー」の騎手で、耽美性とメッセージ性をあわせ持つ作家であり、下半身のセルフィーには女性は「ヘアーが下着や水着からはみ出ないように手入れをしておかなければならない」という男性中心社会の偏見にもの申す意図があったと述べている。Collinsは、Instagramの利用規約に違反しておらず、アカウントの削除には根拠がないと主張していた。The Daily DotのAudra Schroederは、 Instagramはポルノや性的な写真の投稿は許されていないが、いったい誰がそれを判断しているのか、 Collinsより性的な写真がサイトにはあるが、これは女性が "femininity" （女らしい）な側面を提示することに見慣れ、受け入れている場であるからに過ぎないと書いている。
2015年には、ビキニから陰毛がはみ出ている写真でオーストラリアのファッションエージェンシー Sticks and Stones Agency's のアカウントを、2015年3月には月経血のついた布の写真で詩人のRupi Kaurのアカウントを停止している。Rupi KaurはFacebookとTumblrのアカウントには "We will not be censored（私たちは検閲されない）" と投稿し1万1000以上のシェアを集めた。
Instagramでは女性の乳首の写真は規制されるが男性の乳首の写真の掲載は問題がない。また女性の乳首が見えても「教育、ユーモア、風刺を目的に投稿される場合はこの限りではありません」とされており、誰がどう判断するのという問題も指摘されている。上記の事件を受け、Instagramが女性の乳首の写真を削除することに抗議し、「男性の乳首」は公共の場で見せることが許され女性には「乳首を出す権利」がないという社会のダブルスタンダードに疑問を投げかける「フリー・ザ・ニップル・キャンペーン」（#FreetheNipple campaign）が行われた。マイリー・サイラス、チェルシー・ハンドラー、ナオミ・キャンベルら多くの著名人・セレブリティが削除されることを承知で乳首の見える写真を投稿し、Instagramの規制に抗議した。
Instagramはこの運動についてあまり発言していないが、CEOのケヴィン・シストロムは、Instagramでのヌード写真に対する厳しい規制はAppleのガイドラインをクリアし、12歳以上向けのアプリであり続けるためであると語っている。しかし、App Storeで販売されているほかのアプリにはガイドラインを超えたコンテンツもあること、Instagramの男女の体の写真に対する対応の一貫性のなさもあり、この声明が正しいかは疑問視されている。

### 隠されたポルノ
2016年5月に、Daily Starは、あるブロガーが100万もの明らかなポルノ動画が投稿されていることを発見したとリポートした。そのようなガイドラインに明白に違反している動画をアップロードするユーザーは、アラビア語のハッシュタグを使うことで発見を逃れている。スポークスパーソンはザ・サンで、ポルノコンテンツの検出のための技術に投資し、違反アカウントとコンテンツを迅速に削除すると語った。

### シャドウバン
2017年中ごろ、無関係な多くのハッシュタグを使うユーザー、大量のエンゲージメントを得るために金銭を払うユーザーの対策を始めたと発表した。俗にシャドウバン（Shadowban）と呼ばれるこの対策では、該当するアカウントは検索結果（ハッシュタグ）やアプリのエクスプローラセクションに表示されなくなる、つまりBANされている状態になる。Instagramは、現在は削除されているFacebookの投稿で、コンテンツを開発するときには、ハッシュタグよりビジネスの目標に集中するよう書いていた。

### ネガティブなコメント
ユーザーの写真に対する嫌がらせや否定的なコメントがあり、Instagramはユーザーが投稿やコメント欄を細かく管理できるよう改良してきた。
2016年7月には、ユーザーが自分の投稿のコメントを無効にしたり、不快と考える単語を使った投稿を技術的にコントロールできるようになったと発表し、著名人には8月に実装し、続いて9月に一般向けに実装された。
2016年12月にコメントを無効にする機能を導入し始め、個人アカウントの場合はフォロワーを削除した。2017年6月には、文脈を考慮して言葉をスキャンし悪口雑言を検出し除去する人工知能を開発したと発表した。

### インスタ蝿
Instagramを通じて使用開始以降に著名になる人も現れ、「インスタ映え」する写真が撮れるような料理や場所を提供することがビジネスとなった。そのため、フォロワーに「いいね！」をしてもらうために、おしゃれな食べ物を購入して写真だけ撮って捨てたりなど、写真映えのために社会的迷惑行為やマナー違反をする人々を、「映え」と害虫の「蝿（はえ）」をかけて皮肉る単語「インスタ蝿」という言葉も生まれた。読売新聞によると韓国式のアメリカンドッグ「ハットグ」を求める客が集まる新大久保周辺の住民は紙皿・串などの客のゴミのポイ捨てに悩まされている。読売新聞はツイッターによる迷惑行為ツイートである「バカッター」とともに批判的表現として適切だと評価している。
インスタ映えを企図した危険行為が行われることもある。日本では、伊良部大橋で観光客の男性が橋の欄干から転落死した事故や、おしらじの滝で観光客の男性2人が滝つぼに飛び込んで死亡した事故などが発生している。

### メンタルヘルスへの悪影響
2017年のイギリスのRoyal Society for Public Healthが行った、14歳から24歳の1,479人を対象に行った不安、抑うつ、孤独、いじめ、身体イメージについてのSNSの影響の調査で、InstagramはSNSの中で若年層のメンタルヘルスにもっとも悪影響があるという結果が出た。Instagramはこれに対し、若者にとって安全で支えになる場所であることが最優先であると述べた。
カリフォルニア大学ロサンゼルス校（UCLA）は、13歳から18歳までの若者にInstagramに似たSNSを使わせ、そのときの若者の脳を調べた。自分の写真に「いいね！」がついているのを見た若者は、脳の広範囲にわたって活性化が見られ、特に脳の快楽中枢であると考えられている「側坐核」と呼ばれる線条体の一部が活発であった。InstagramのようなSNSが、10代の脳にたばこやギャンブルと同じような影響をもたらす可能性が示唆された。

## 受賞歴
- 2011年1月 - ブログサイト『テッククランチ』の2010年「ベスト・モバイル・アプリ」に短期間で駆け上った[97]。
- 同年5月 - 月刊誌『ファスト・カンパニー（英語版）』誌上の「2011年もっともクリエイティヴなビジネス・パーソン100」にて、最高経営責任者ケヴィン・シストロムが第66位に挙げられた[98]。
- 同年6月 - 月刊誌『インク』誌上の「30歳未満の30人」に、共同創業者ケヴィン・シストロムおよびマイク・クリーガーが挙げられた[99]。
- 同年9月 - 週刊誌『SFウイークリー（英語版）』誌上の「SFウイークリー・ウェブ大賞」で、「最優秀地方発アプリ賞」を獲得した[100]。
- 同年9月 - 月刊誌『7×7（英語版）』9月号、表紙をシストロムおよびクリーガーが飾り、「2011年ザ・ホット20」号として彼らの特集を組んだ[101]。